# García Sarmiento de Sotomayor

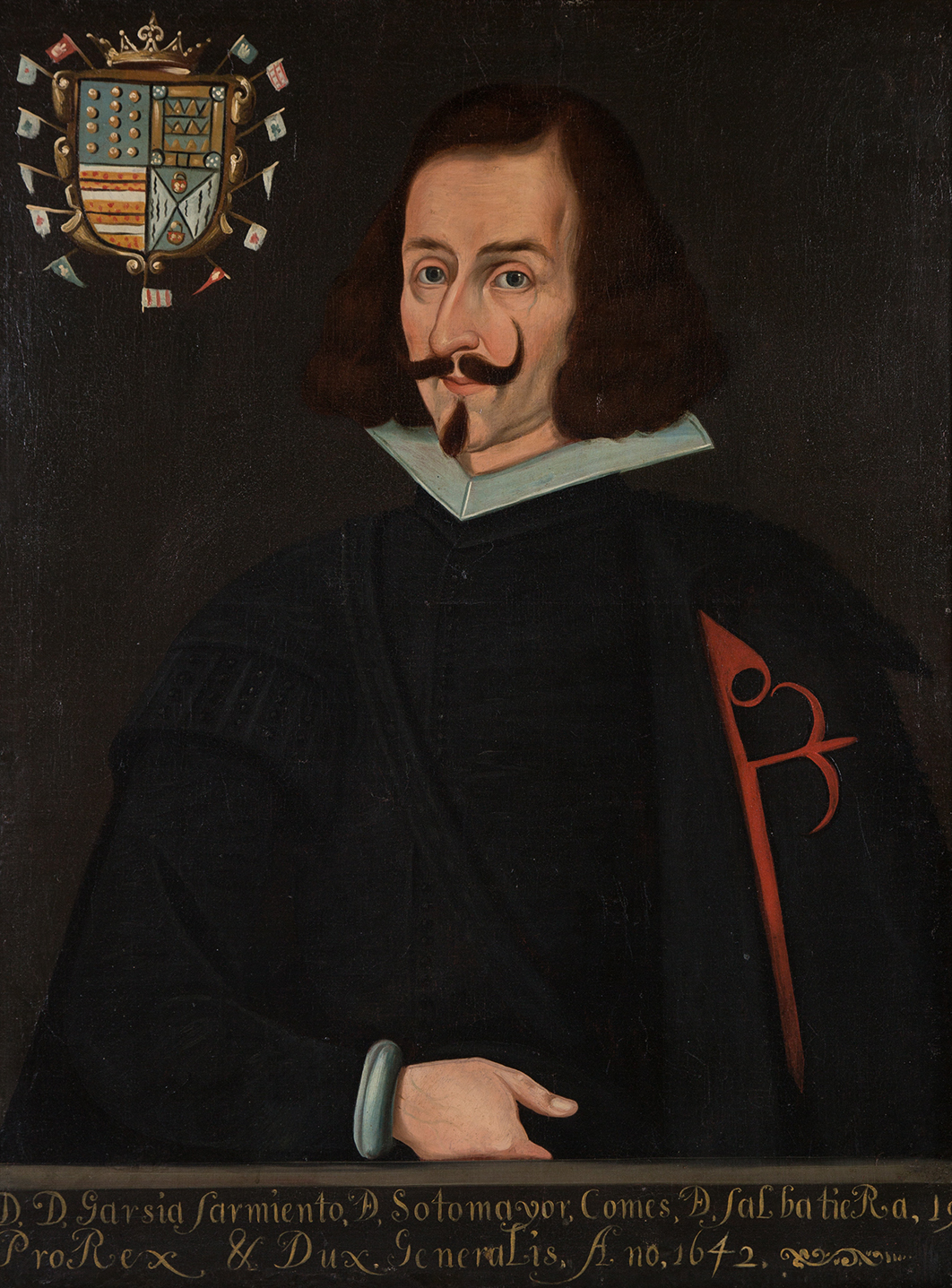

Dom García Sarmiento de Sotomayor, 2.° Conde de Salvatierra e Marquês de Sobroso (Espanha, 1595 – Lima, 1659), foi vice-rei da Nova Espanha (de 23 de novembro de 1642 a 13 de maio de 1648) e vice-rei do Peru (de 1648 a 1655).

## Juventude
García Sarmiento de Sotomayor nasceu na Espanha em 1595. Era descendente de uma antiga família aristocrática, seu pai, Diego de Sarmiento, foi um cavaleiro comandante da Ordem de Alcântara.

## Vice-rei da Nova Espanha
Quando Diego López de Pacheco, vice-rei da Nova Espanha, caiu sob suspeita no tribunal espanhol por possíveis ligações com os rebeldes portugueses, o rei Filipe IV de Espanha nomeou Sarmiento de Sotomayor em seu lugar. López Pacheco foi substituído pelo bispo Juan de Palafox y Mendoza antes da chegada do novo vice-rei. Palafox ocupou o vice-reinado por alguns meses enquanto era aguardada a chegada de Sarmiento. Ele chegou na Cidade do México em 23 de novembro de 1642 e assumiu suas funções. Encontrou a colônia tranquila, em contraste com a agitação em muitas outras partes do Império Espanhol.
Como os vice-reis anteriores, ele foi logo confrontado com grandes inundações na cidade (1645). O canal de Nochistongo foi obstruído, e isso permitiu que a água do lago Zumpango chegasse ao lago México, elevando o seu nível e inundando partes da cidade. O vice-rei ordenou que o canal fosse limpo e as obstruções removidas.
Em 1648, o vice-rei enviou outra expedição para explorar, conquistar e colonizar a Califórnia, mas a expedição voltou sem ter encontrado terras muito atraentes. Sarmiento também fundou a cidade de Salvatierra, Guanajuato, e estabeleceu o presidio de Cerro Gordo, na estrada da Cidade do México para as minas em Parral. Fez as pazes com várias tribos indígenas na fronteira norte, e suprimiu rebeliões de outras tribos. Celebrou auto de fé em 1647 e 1648. O famoso bandido mexicano Martín Garatuza foi um dos punidos em 1648.
Sarmiento de Sotomayor reconstruiu os aquedutos para fornecer água à Cidade do México. Exigiu selos fiscais em documentos oficiais, algo que seus sucessores tentaram, sem sucesso. Em 13 de maio de 1648, deixou o governo para o novo vice-rei da Nova Espanha, Marcos de Torres y Rueda, bispo de Iucatã.

## Vice-rei do Peru
García Sarmiento chegou em Callao em 28 de agosto de 1648 mas a sua entrada oficial em Lima foi realizada em 20 de setembro daquele ano.
Como vice-rei, proibiu o comércio de todos os comerciantes portugueses na costa do Pacífico com o objetivo de proteger contra a invasão dos portugueses. Também aumentou substancialmente as receitas para o tesouro e tomou medidas para aumentar a produção de prata. Durante o seu reinado, favoreceu a disseminação de missões jesuítas na colônia.
Em 31 de março de 1650, Cusco foi atingida por um forte sismo, García Sarmiento ajudou na reconstrução. Em Lima, ordenou a construção do pilar ornamental da Plaza Mayor.
Concluiu seu mandato em 24 de fevereiro de 1655, mas não conseguiu retornar para a Espanha pois a mesma estava em guerra contra a Inglaterra.
García Sarmiento morreu em Lima em 1659.